# حاسوب فائق الدقة

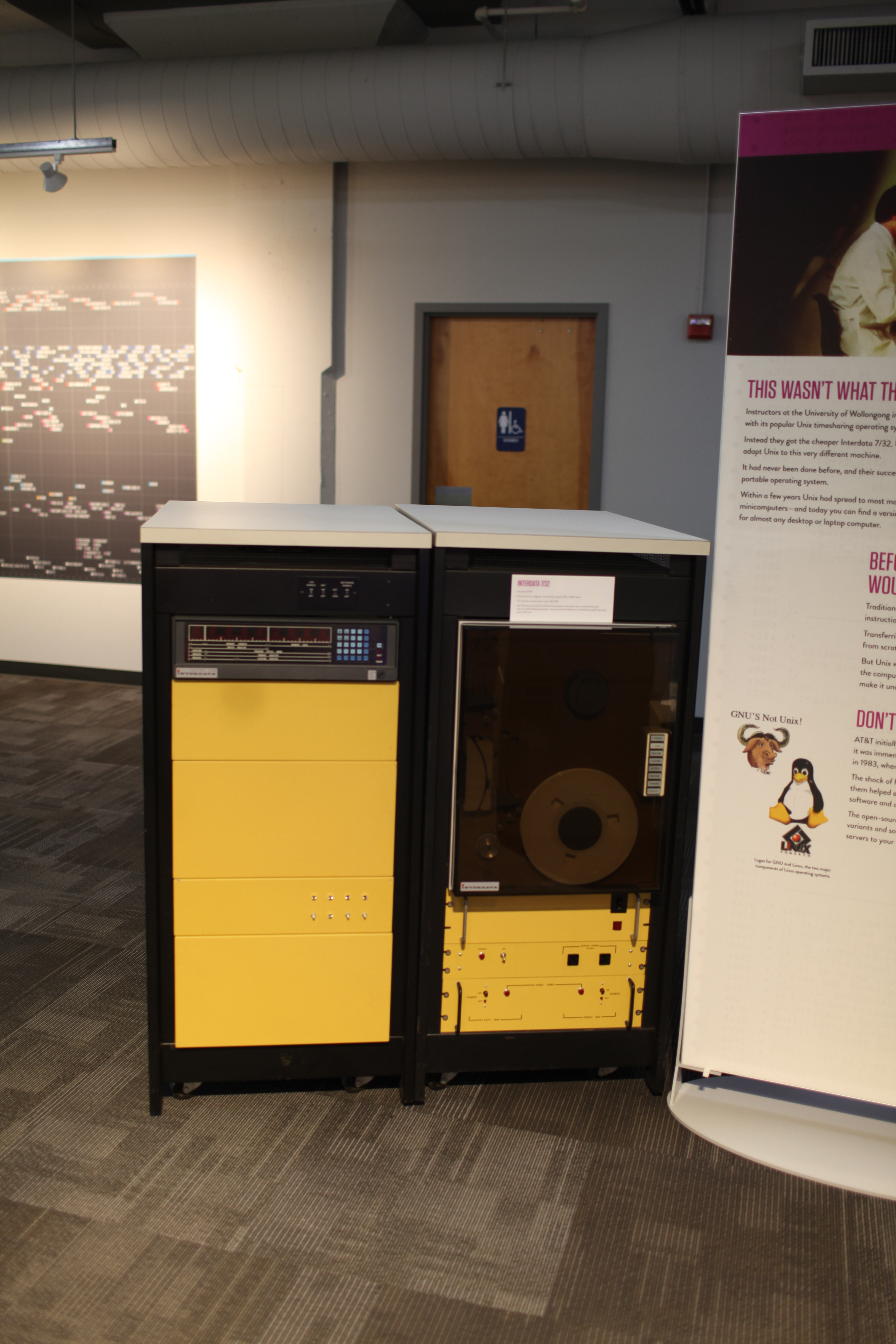
أحد الحواسيب فائقة الدقة المعروضة في متحف.

حاسوب فائق الدقة، أو حاسوب صغير، عبارة عن «حاسب صغير يتمتع بأداء عال مقارنةً بالحواسب الصغيرة العادية». وقد ابتكر هذا المصطلح في أواسط السبعينيات بشكل أساسي للتمييز بين الحواسيب الصغيرة 32-بت وبين الحواسيب الصغيرة التقليدية 16-بت. وفي الوقت الراهن، يُعد هذا المصطلح من المصطلحات التي عفا عليها الزمن ولكنه لا يزال يثير اهتمام الطلبة والباحثين في مجال تاريخ الحاسوب.

## أهم الحواسيب فائقة الدقة
- نورسك داتا (Norsk Data) نورد-5 (NORD-5)، أول حاسوب فائق الدقة، 1972م
- نورسك داتا نورد-50، 1975م
- انتر داتا 7/32 و8/32 والذي تولته بعد ذلك شركة بيركين إلمر
- مختبرات هندسة النظم 32/55، 1976م
- دي إي سي (DEC) فاكس-11/780 (VAX-11/780)، شُحِنَ في فبراير 1978م
- داتا جينرال إيكلبس MV/8000، 1980
- MAI Basic Four MAI 8000, 1983  وMPx
- جولد إليكترونيكس باورنود 9080
- جولدن إليكترونيكس إن بي-1
- نورسك داتا ND-500, 1981م
- نورسك داتا ND-570/CX، أسرع حاسوب فائق الدقة، 1983م، في 7.1 ويتستون MIPS
- كمبيوتر برايم 750